# Марка на марке

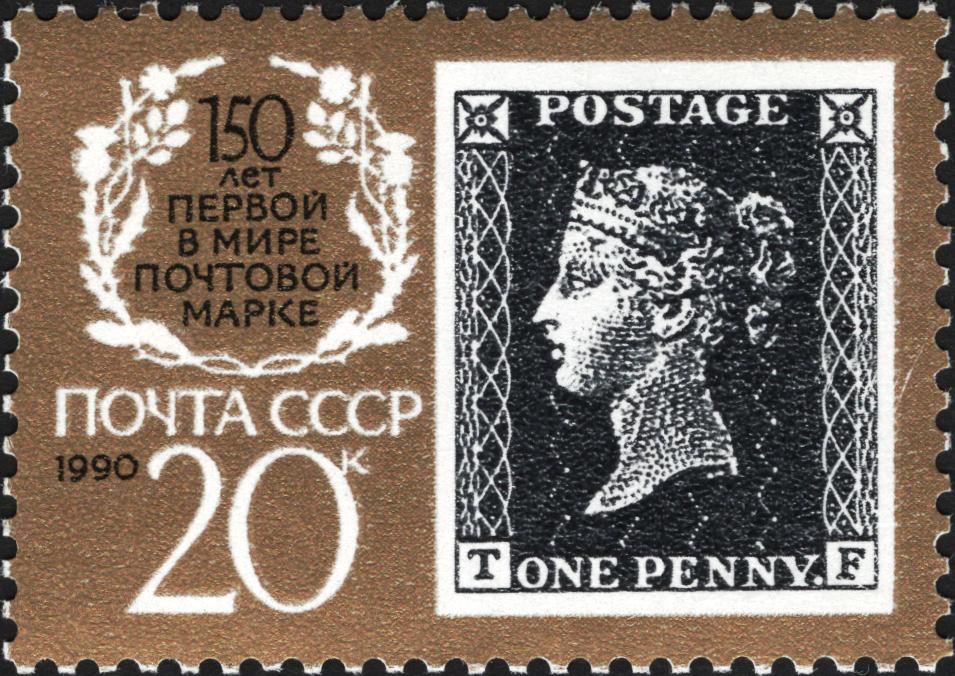
Почтовая марка СССР (1990) с изображённой на ней маркой «Чёрный пенни»

Ма́рки на ма́рках — филателистический термин для обозначения почтовых марок, элементом рисунка которых является изображение (репродукция) другой почтовой марки, а также одно из направлений тематического коллекционирования почтовых марок и других филателистических материалов с изображением почтовых марок.

## Описание
Такие марки обычно выпускаются к юбилеям (годовщинам выпуска) почтовых марок, к круглым датам в истории почты, по случаю празднования дней филателии, дней почтовой марки, дней коллекционера, проведения филателистических выставок, других филателистических и почтовых мероприятий.

Почтовая марка Монако (1947) с изображением Ф. Рузвельта, рассматривающего марку через лупу

Помимо марок с репродукциями других марок, в рамках этого направления коллекционирования также выделяются марки, на которых изображена филателистическая атрибутика (лупа, пинцет, альбомы для марок), в том числе и марки, а также марки с изображением филателиста, рассматривающего марку под лупой, держащего марку пинцетом или рукой и т. п.

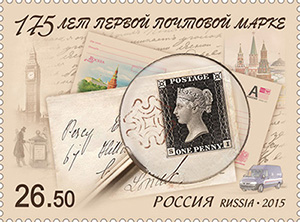
«175 лет первой почтовой марке»: марка России (2015) с изображённым на ней «Чёрным пенни» (издана по заказу ИТЦ «Марка»)

## Классификация
Группой столетия «марок на марках» (англ. Stamps on Stamps-Centenary Unit, SOSCU) Американской тематической ассоциации предложена классификация таких марок на три основных типа:
- Тип A: когда на новой почтовой марке изображена репродукция исходной марки.
- Тип B: когда для новой почтовой марки используется рисунок исходной марки с изменениями, например используется часть рисунка исходной марки, изменён номинал или название государства заменено современным.
- Тип U: репродукция марки сделана в не поддающейся идентификации форме — например, марка изображена на конверте или в альбоме, либо приводится схематическое изображение марки с зубцовкой, указывающее на то, что это изображение какой-то марки.

Филателисты также подразделяют эту общую область коллекционирования на более узкие темы, например, марки на марках, выпущенные в честь столетия со дня смерти Роуленда Хилла, марки на марках, выпущенные к филателистическим выставкам.

## Филателистические объединения
Филателисты, собирающие «марки на марках», объединяются по интересам. В частности, Клуб коллекционеров марок на марках (англ. Stamps on Stamps Collectors Club, SOSCC) создан в США в 1954 году и работает в качестве подразделения Ассоциации тематической филателии. Клубом издаётся официальный бюллетень «SOS SIGNAL» (выходит три раза в год), содержащий сведения о новых выпусках «марок на марках», обзорные и аналитические статьи, новости по этой теме.